# شودیماری
شودیماری (انگلیسی: Shudimari) یک شهرک در شهرستان یانائولسکی استان باشقیرستان کشور روسیه است.